# أورورا (إلينوي)
أورورا (بالإنجليزية: Aurora)‏ هي ثاني أكبر مدن ولاية إلينوي في الولايات المتحدة بتعداد سكان 175.952 لعام 2007، توجد بالشمال الشرقي لولاية إلينوي حوالي 36 ميل أسفل شرق مدينة شيكاغو، ويوجد بها 4 مقاطعات هما كاني ودوباجي وكندال وويل، يطلق عليه مدينة الأضواء نسبة إلى أنها من أول المجتمعات التي وجدت بها إضاءه في سنة 1881 وأطلق الاسم عليها في سنة 1908.

## التركيبة السكانية
حدّد مكتب تعداد الولايات المتحدة بيانات التركيبة السكانية لأورورا في تعداد الولايات المتحدة. في ما يلي، التركيبة السكانية حسب تعدادي 2000 و2010.

### تعداد عام 2000
بلغ عدد سكان أورورا 142,990 نسمة بحسب تعداد عام 2000، وبلغ عدد الأسر 46,489 أسرة وعدد العائلات 34,227 عائلة مقيمة في المدينة. في حين سجلت الكثافة السكانية 1,202.1 نسمة لكل كيلومتر مربع (3,113.4/ميل2). وبلغ عدد الوحدات السكنية 48,797 وحدة بمتوسط كثافة قدره 410.2 لكل كيلومتر مربع (1,062.4/ميل2).
وتوزع التركيب العرقي للمدينة بنسبة 68.07% من البيض و11.06% من الأمريكيين الأفارقة و0.36% من الأمريكيين الأصليين و3.06% من الأمريكيين ذوي الأصول الآسيوية و0.03% من سكان جزر المحيط الهادئ و14.52% من الأعراق الأخرى و2.90% من عرقين مختلطين أو أكثر و32.56% من الهسبانيون أو اللاتينيون من أي عرق.
بلغ عدد الأسر 46,489 أسرة كانت نسبة 47.8% منها لديها أطفال تحت سن الثامنة عشر تعيش معهم، وبلغت نسبة الأزواج القاطنين مع بعضهم البعض 56.5% من أصل المجموع الكلي للأسر، ونسبة 12% من الأسر كان لديها معيلات من الإناث دون وجود شريك، بينما كانت نسبة 5.1% من الأسر لديها معيلون من الذكور دون وجود شريكة وكانت نسبة 26.4% من غير العائلات. تألفت نسبة 20.6% من أصل جميع الأسر من عدة أفراد يعيشون في نفس المنزل ونسبة 5.3% كانت تتألف من شخص يعيش بمفرده يبلغ من العمر 65 عاماً أو أكثر. وبلغ متوسط حجم الأسرة المعيشية 3.04، أما متوسط حجم العائلات فبلغ 3.55.
بلغ العمر الوسطي للسكان 29.3 عاماً. وكانت نسبة 31.7% من القاطنين تحت سن الثامنة عشر، وكانت نسبة 9.9% بين الثامنة عشر والرابعة والعشرين عاماً، ونسبة 35.7% كانت واقعةً في الفئة العمرية ما بين الخامسة والعشرين والرابعة والأربعين عاماً، ونسبة 15.8% كانت ما بين الخامسة والأربعين والرابعة والستين، ونسبة 5.6% كانت ضمن فئة الخامسة والستين عاماً فما فوق. يوجد لكل 100 أنثى 101.6 ذكر، ويوجد لكل 100 أنثى في الثامنة عشر من عمرها فما فوق 99.5 ذكر.
بلغ متوسط دخل الأسرة في المدينة 45,518 دولارًا، أما متوسط دخل العائلة فبلغ 50,579 دولارًا. وكان متوسط دخل الذكور 35,019 دولارًا مقابل 25,783 دولارًا للإناث. وسجل دخل الفرد الخاص بالمدينة 17,368 دولارًا. وكانت نسبة 8.4% من العائلات ونسبة 11.1% من السكان تحت خط الفقر، وكان من هؤلاء نسبة 15.1% تحت سن الثامنة عشر ونسبة 7.2% في الخامسة والستين من العمر وما فوق.

### تعداد عام 2010
بلغ عدد سكان أورورا 197,899 نسمة بحسب تعداد عام 2010، وبلغ عدد الأسر 62,564 أسرة وعدد العائلات 46,404 عائلة مقيمة في المدينة. في حين سجلت الكثافة السكانية 1,663.7 نسمة لكل كيلومتر مربع (4,309.0/ميل2). وبلغ عدد الوحدات السكنية 67,273 وحدة بمتوسط كثافة قدره 565.6 لكل كيلومتر مربع (1,464.9/ميل2).
وتوزع التركيب العرقي للمدينة بنسبة 59.71% من البيض و10.71% من الأمريكيين الأفارقة و0.51% من الأمريكيين الأصليين و6.69% من الأمريكيين ذوي الأصول الآسيوية و0.03% من سكان جزر المحيط الهادئ و19.05% من الأعراق الأخرى و3.29% من عرقين مختلطين أو أكثر و41.34% من الهسبانيون أو اللاتينيون من أي عرق.
بلغ عدد الأسر 62,564 أسرة كانت نسبة 47.9% منها لديها أطفال تحت سن الثامنة عشر تعيش معهم، وبلغت نسبة الأزواج القاطنين مع بعضهم البعض 54.5% من أصل المجموع الكلي للأسر، ونسبة 13.7% من الأسر كان لديها معيلات من الإناث دون وجود شريك، بينما كانت نسبة 5.9% من الأسر لديها معيلون من الذكور دون وجود شريكة وكانت نسبة 25.8% من غير العائلات. تألفت نسبة 20% من أصل جميع الأسر من عدة أفراد يعيشون في نفس المنزل ونسبة 5.2% كانت تتألف من شخص يعيش بمفرده يبلغ من العمر 65 عاماً أو أكثر. وبلغ متوسط حجم الأسرة المعيشية 3.12، أما متوسط حجم العائلات فبلغ 3.63.
بلغ العمر الوسطي للسكان 30.7 عاماً. وكانت نسبة 31.6% من القاطنين تحت سن الثامنة عشر، وكانت نسبة 9.1% بين الثامنة عشر والرابعة والعشرين عاماً، ونسبة 32.9% كانت واقعةً في الفئة العمرية ما بين الخامسة والعشرين والرابعة والأربعين عاماً، ونسبة 20% كانت ما بين الخامسة والأربعين والرابعة والستين، ونسبة 6.5% كانت ضمن فئة الخامسة والستين عاماً فما فوق. وتوزع التركيب الجنسي للسكان بنسبة 49.6% ذكور و50.4% إناث.

## المناخ
يظهر الجدول التالي التغييرات المناخية على مدار السنة لأورورا:
| البيانات المناخية لـأورورا          | البيانات المناخية لـأورورا | البيانات المناخية لـأورورا | البيانات المناخية لـأورورا | البيانات المناخية لـأورورا | البيانات المناخية لـأورورا | البيانات المناخية لـأورورا | البيانات المناخية لـأورورا | البيانات المناخية لـأورورا | البيانات المناخية لـأورورا | البيانات المناخية لـأورورا | البيانات المناخية لـأورورا | البيانات المناخية لـأورورا | البيانات المناخية لـأورورا |
| الشهر                               | يناير                      | فبراير                     | مارس                       | أبريل                      | مايو                       | يونيو                      | يوليو                      | أغسطس                      | سبتمبر                     | أكتوبر                     | نوفمبر                     | ديسمبر                     | المعدل السنوي              |
| ----------------------------------- | -------------------------- | -------------------------- | -------------------------- | -------------------------- | -------------------------- | -------------------------- | -------------------------- | -------------------------- | -------------------------- | -------------------------- | -------------------------- | -------------------------- | -------------------------- |
| الدرجة القصوى °ف (°م)               | 66 (19)                    | 72 (22)                    | 83 (28)                    | 92 (33)                    | 104 (40)                   | 106 (41)                   | 111 (44)                   | 105 (41)                   | 103 (39)                   | 90 (32)                    | 81 (27)                    | 69 (21)                    | 111 (44)                   |
| متوسط درجة الحرارة الكبرى °ف (°م)   | 30.3 (−0.9)                | 35.0 (1.7)                 | 46.8 (8.2)                 | 60.0 (15.6)                | 70.9 (21.6)                | 80.3 (26.8)                | 83.9 (28.8)                | 81.7 (27.6)                | 75.0 (23.9)                | 62.3 (16.8)                | 47.7 (8.7)                 | 33.8 (1.0)                 | 59.0 (15.0)                |
| متوسط درجة الحرارة الصغرى °ف (°م)   | 15.9 (−8.9)                | 20.0 (−6.7)                | 29.6 (−1.3)                | 40.3 (4.6)                 | 50.1 (10.1)                | 60.0 (15.6)                | 64.8 (18.2)                | 63.3 (17.4)                | 54.9 (12.7)                | 42.8 (6.0)                 | 32.5 (0.3)                 | 20.2 (−6.6)                | 41.2 (5.1)                 |
| أدنى درجة حرارة °ف (°م)             | −31 (−35)                  | −25 (−32)                  | −15 (−26)                  | 8 (−13)                    | 21 (−6)                    | 34 (1)                     | 40 (4)                     | 37 (3)                     | 25 (−4)                    | 11 (−12)                   | −11 (−24)                  | −25 (−32)                  | −31 (−35)                  |
| الهطول إنش (مم)                     | 1.68 (43)                  | 1.72 (44)                  | 2.37 (60)                  | 3.62 (92)                  | 4.01 (102)                 | 4.22 (107)                 | 3.90 (99)                  | 4.07 (103)                 | 3.59 (91)                  | 3.07 (78)                  | 3.24 (82)                  | 2.20 (56)                  | 37.69 (957)                |
| متوسط تساقط الثلوج إنش (سم)         | 10.0 (25)                  | 7.0 (18)                   | 3.7 (9.4)                  | 0.8 (2.0)                  | 0 (0)                      | 0 (0)                      | 0 (0)                      | 0 (0)                      | 0 (0)                      | 0.1 (0.25)                 | 1.4 (3.6)                  | 7.5 (19)                   | 30.5 (77)                  |
| متوسط أيام هطول الأمطار (≥ 0.01 in) | 9.7                        | 7.8                        | 10.4                       | 11.8                       | 11.2                       | 10.2                       | 9.3                        | 10.0                       | 8.9                        | 8.9                        | 10.2                       | 10.7                       | 119.1                      |
| متوسط الأيام المثلجة (≥ 0.1 in)     | 6.7                        | 4.5                        | 2.1                        | 0.4                        | 0                          | 0                          | 0                          | 0                          | 0                          | 0.1                        | 1.2                        | 4.9                        | 19.9                       |
| المصدر: NOAA (normals, 1981–2010)   |                            |                            |                            |                            |                            |                            |                            |                            |                            |                            |                            |                            |                            |

## أعلام
- إدوارد بروس
- فرانك هافن هال
- تشارلز هنري ديتريش
- كيني باتل
- كارل توماس
- دون غريفين
- فيليب إي. جونسون
- أرنولد هوزر
- جاي تايلور
- بول شويرينغ